# چندال
چندال (انگلیسی: Cendol) یک دسر شیرین یخی است که حاوی مقادیر کمی از ژله آرد برنج سبز رنگ، شیر نارگیل و شربت شکر پالم است. به‌طور معمول در جنوب شرق آسیا موجود است و در اندونزی، مالزی، برونئی، کامبوج، تیمور شرقی، لائوس، ویتنام، تایلند، سنگاپور و میانمار محبوب است. اضافه بر ژله سبز رنگ، ممکن است روی آن موادی از جمله نان صحرایی خرد شده، لوبیا آزوکی قرمز شیرین شده، یا خارگیل گذاشته شود.